# 19543 Бургойн
19543 Бургойн (19543 Burgoyne) — астероїд головного поясу, відкритий 10 травня 1999 року.
Тіссеранів параметр щодо Юпітера — 3,611.